# Igor Pirkovič
Igor Pirkovič, slovenski novinar, TV voditelj, pravnik in diplomat, * 31. avgust 1970, Postojna, SFRJ.

## Življenjepis
Po izobrazbi je univerzitetni diplomirani pravnik s pravosodnim izpitom. 
Po osnovni šoli in gimnaziji v Sežani je diplomiral na Pravni fakulteti v Ljubljani pri prof. Mihi Pogačniku in opravil dodatno specializacijo iz mednarodnih odnosov.
Prvo zaposlitev je dobil v diplomaciji, bil je konzul Republike Slovenije v Sarajevu, v Bosni in Hercegovini.
Zaposlen je na RTV Slovenija. Od 2006–2010 je bil namestnik direktorja Televizije Slovenija Jožeta Možine, več let je bi urednik oddaj Tednik in Utrip ter voditelj pogovornih političnih oddaj na TV Slovenija 3 kot je Odkrito.
Je tudi avtor koncepta in scenarija številnih prireditev, med drugim osrednje državne proslave ob dnevu državnosti 2020.
Maja 2017 je odstopil kot urednik oddaje Tednik zaradi pritiskov po tem, ko je ob napovedanem koncertu hrvaškega pevca Marka Perkovića – Thompsona z njim posnel pogovor in ga objavil v oddaji. Varuhinja gledalčevih pravic, Programski svet RTVS in nekateri novinarji so pogovor označili kot nekorekten, pristranski in neverodostojen.
Marca 2022 je postal v.d. urednika MMC - Multimedijskega centra RTV Slovenija. Aktiv MMC je označil, da gre za novinarja, ki je v svojem delu ne zgolj odkrito pristranski, ampak izrazito navijaški v korist določeni politični stranki. Kot scenarista državnih proslav ga je plačevala vlada in že samo zaradi tega navzkrižja interesov po našem mnenju ne more opravljati novinarskega dela.
Pred državnozborskimi volitvami 2022 je vodil predvolilna soočenja parlamentarnih strank. V istem letu je začel voditi in urejati novo oddajo Arena. Izmenjaje z Vido Petrovčič jo je vodil do septembra 2023, ko je novo vodstvo spremenilo koncept oddaje in zamenjalo voditelja. Oktobra 2023 ga je novo vodstvo obvestilo tudi, da ne bo več pripravljal niti sobotne informativne oddaje Utrip.

## Besedilopisje
Ustvaril je več kot 300 prijavljenih glasbenih besedil in nekaj zbirk pesmi.
Že 1993 je napisal besedila za album Ti boš moja ribica Zlatka Dobriča, 1994 pa je dobil nagrado za najboljše besedilo na 5. mladinskem festivalu Kraška popevka.
Za napisana besedila za slovenske popevke in muzikale, predvsem za festivale kot so Slovenska popevka, Ema in Melodije morja in sonca je prejel nekatere nagrade (npr. Slovenska popevka 2014), je tudi avtor besedila pesmi Verjamem slovenske predstavnice na Pesmi Evroviziji 2012 v izvedbi Eve Boto. Ustvaril je avtorski album pesmi za otroke v izvedbi Anike Horvat (Od Pike do Acota, 2013) in tri librete za muzikale (MAŠA in TJAŠA - muzikal za vse generacije, 2016 ...). Od leta 2016 je predsednik Društva pesnikov slovenske glasbe.
Pesniške zbirke domoljubnih pesmi:
- Slovenska pesem (2013)
- Zbudi se, Slovenija! (2017)
- Skupaj – Zbirka pesmi o domovini (2020)